# Hassan al-Hakim
Pour les articles homonymes, voir Hakim.
 (mai 2020).
Si vous disposez d'ouvrages ou d'articles de référence ou si vous connaissez des sites web de qualité traitant du thème abordé ici, merci de compléter l'article en donnant les références utiles à sa vérifiabilité et en les liant à la section « Notes et références ».
Hassan al-Hakim (en arabe : حسن الحكيم), né en 1886  et mort le 18 ou le 30 mars 1982,, est un militant du mouvement nationaliste syrien de Damas, responsable du gouvernement pendant la Seconde Guerre mondiale et au milieu des années 1950.

## Biographie

### Jeunesse
Hassan al-Hakim est né dans une famille Damascene renommée. Il étudie les sciences administratives à l'Institut Royal d'Istanbul. Après avoir occupé plusieurs postes gouvernementaux il est nommé au poste de directeur au Bureau des fournitures militaires la veille du retrait de l'armée ottomane de Damas le 26 septembre 1918. 
Le prince Faisal bin Al-Hussein le désigne inspecteur financier pour toutes les régions de Syrie et le charge de protéger le stock d'or et de devises du pays. En 1920, Hassan al-Hakim est nommé directeur général du télégraphe et du courrier et émet un timbre populaire, le plus rare des timbres syriens, avec de l'eau dorée marquant le couronnement du prince Fayçal roi du pays le 8 mars 1920. 

### Sous Fayçal, l'affaire du télégramme
Quelques mois après, un ultimatum est posé par le général Henri Gouraud, représentant de la France en Syrie et au Liban, dans lequel il met en instance le roi Fayçal de dissoudre l'armée syrienne et la remise des clé du pays à la France, en vertu des accords Sykes-Picot. 
En retour, le roi Fayçal accepte la demande du général Gouraud en le lui signifiant par télégramme. Mais ce dernier soutiendra ne rien avoir reçu dans les délais impartis,. Ce qui amène l'armée française à avancer vers Damas dans l'objectif de l'occuper totalement. S'ensuit un affrontement militaire avec la bataille de Maysaloon le 24 juillet 1920, qui conduit à la défaite de l'armée syrienne et au meurtre du ministre de la Guerre Yusef al-Azma. Les Français entrent alors à Damas et destituent le roi Faisal du trône de Syrie. Hassan al-Hakim est alors accusé d'avoir retardé délibérément le télégramme, et une juridiction locale est formée le 1er août 1920 afin de le juger. Elle est dirigée par le gouverneur par intérim, le  chiite Muhammad Ali Naqshbandi[réf. nécessaire].

### Les années d'exil

#### Premier exil
Hassan al-Hakim se rend ensuite en Égypte, où il participe avec son ami, le leader national Abd al-Rahman Shahbandar, à l'organisation de la Conférence syro-palestinienne, première formation politique opposée à la domination de la France en Syrie et de la Grande-Bretagne en Palestine.
En 1921, il se rend dans l’Émirat de Jordanie en tant que conseiller du prince Abdullah bin Al-Hussein. Al-Hakim lie une forte amitié avec la famille hachémite au pouvoir à Bagdad et à Amman, et tout au long de sa vie, il appelle à l'unification de ces villes autour d'un pays arabe, gouverné soit par Sharif Hussein bin Ali, chef de la Grande Révolution arabe, soit par l'un de ses enfants[réf. nécessaire].

#### Détention durant le mandat Français
Hassan al-Hakim fait partie du premier wagon d'amnistie du pouvoir français en 1922. Il retourne à Damas avec le Dr Abd al-Rahman al-Shahbandar et y assiste à la visite du diplomate américain Charles Crane. Ce qui provoque la colère des Français qui procèdent à son arrestation, et l'emprisonnent avec al-Shahbandar à la citadelle de Damas. Il est accusé d'avoir touché de l'argent du gouvernement américain et de nuire aux intérêts français en Syrie. Il est condamné à dix ans d'emprisonnement dont il effectue dix-neuf mois entre les prisons de l'île d'Arouad et Damas.

#### Deuxième exil entre la Palestine et l'Irak
Du fait du soutien de Shahbandar et al-Hakim à la Grande Révolution syrienne et de la participation de leur chef, le sultan Pacha al-Atrash, au transport des batailles du mont Druze à la Ghouta, Damas, l'activité du parti ne peut continuer.
Hasan al-Hakim est condamné à mort, et s'enfuit en Palestine, où il devient directeur de la banque arabe à Jaffa, puis à Bagdad. Il rejoint ensuite le roi Fayçal Ier, mis en place par le pouvoir anglais en Irak. À Bagdad, il crée la Banque agricole et industrielle irakienne, jusqu'à l'arrivée au pouvoir du bloc national en Syrie en 1936.

### Action avec Shahbandar

#### Création du Parti du peuple
À l'été 1925, Hassan Al-Hakim et Abd al-Rahman Shahbandar fondent le premier parti politique du pays sous mandat français, le Parti du peuple. Shahbandar est élu chef du parti et Hassan Al-Hakim, son bras droit, en est le secrétaire général supervisant la mise en œuvre d'une politique visant à libérer le pays de l'hégémonie européenne et à établir une monarchie constitutionnelle. Le parti comprenait des personnalités politiques éminentes telles que Farès al-Khoury, Jamil Mardam Bey et Lotfi al-Haffar,,.

#### Commission d'enquête à la suite de l'assassinat de Shahbandar
À l'été 1940, son ami, le Dr Abd al-Rahman al-Shahbandar, est assassiné dans sa clinique médicale à Damas. Hassan al-Hakim supervise la formation d'une équipe d'avocats pour suivre l'affaire, au nom de la famille d'al-Shahbandar, de qui il a acquis la confiance. Hassan al-Hakim n'étant pas satisfait du résultat du tribunal spécial mis en place pour enquêter sur le crime il tente de rouvrir le dossier malgré l'opposition du gouvernement mandataire[réf. nécessaire].

### Action politique à la tête de l'état syrien

#### Al-Hakim ministre sous l'ère Atassi
Lorsque Hachem al-Atassi est élu président de la République, une amnistie générale est prononcée pour tous les déportés politiques et Hassan al-Hakim retourne à Damas pour y être nommé directeur général des Fonds islamiques. Il devient ensuite directeur de la Banque agricole en Syrie puis ministre de l'instruction publique au sein du gouvernement du président Nasuhi al-Bukhari entre avril et juillet 1939,.

#### Premier gouvernement de Al-Hakim
Pendant la Seconde Guerre mondiale, Hassan al-Hakim est choisi pour former un gouvernement d'unité nationale sous la présidence de Taj al-Din al-Hassani. Le cheikh Taj a été nommé par le général Charles de Gaulle mais n'a aucune légitimité constitutionnelle. Il décide donc de coopérer pour étendre la légitimité de son règne. Hassan al-Hakim accepte la mission et a forme son premier cabinet le 20 septembre 1941.
Au début, la Syrie a obtient son indépendance du mandat français qui accepte de l'accorder à la Syrie et d'unir les États alaouites et druzes avec le reste des villes de Syrie. Mais il est stipulé que l'armée française ne devra pas se retirer avant la de la Seconde Guerre mondiale en Europe.
Le gouvernement d'Al-Hakim continue de fonctionner jusqu'au 17 avril 1942, date à laquelle il a démissionne pour protester contre l'ingérence répétée du président auprès du Premier ministre et des ministres.

#### Deuxième gouvernement
Au cours de l'été 1951, il est de nouveau chargé de former le gouvernement syrien par le président Hashem Al-Atassi. Le deuxième et dernier gouvernement que forme Hassan Hassan al-Hakim ne fait aucune référence dans son programme gouvernemental à l'union avec l'Irak ou avec la Jordanie, et se contente d'exiger des relations solides avec tous les pays voisins. Il sera Président du Conseil et Ministre des finances.
Son gouvernement doit relever des défis majeurs, le premier étant une grave pénurie de fournitures, qui a est corrigée par l'importation de 50 000 tonnes de blé de Turquie. Son règne voit des manifestations massives d'employés du secteur public réclamant une augmentation des salaires, que Hassan al-Hakim refuse de satisfaire en raison d'un déficit important du budget public.
Le 28 novembre 1951, Hassan Al-Hakim soumet la démission de son gouvernement, et se retire de toute activité politique, à l'exception d'une apparition remarquable dans la maison du ministre Ahmed Al-Sharbati en 1961 pour soutenir le coup d'État qui a rompu l'unité syro-égyptienne. Pendant l'ère de la séparation, il continue à publier un article hebdomadaire dans le journal Al-Ayyam et un autre dans le magazine mondial, afin de pouvoir se consacrer à l'écriture de littérature et de mémos.

#### Al-Hakim et la Constitution de 1950
Pendant l'ère de l'indépendance, Hassan al-Hakim maintient son influence politique et intellectuelle malgré sa forte opposition au pouvoir militaire, à commencer par le chef Hosni al-Zaeem, par le biais du général de division Sami al-Hinnawi, à l'entrepreneur Adib al-Shishakli. 
Après l'effondrement du pouvoir du leader en août 1949, Hassan al-Hakim est élu législateur lors de la conférence de fondation chargée d'élaborer une nouvelle constitution pour le pays, accordant de larges pouvoirs au Premier ministre aux dépens de la présidence. Il participe également à la formulation de la nouvelle section présidentielle, qui est dénuée de toute référence au système républicain, ce que certains interpréteront comme l'espoir d'une annexion par le pouvoir hachémite pour placer la famille régnante à Bagdad sur le trône. Après l'achevement de la nouvelle constitution, le Conseil constitutionnel proclame l'élection du parlement et Hassan al-Hakim devient  représentant de Damas. Pendant cette période, il est nommé ministre d'État dans le gouvernement du président Nazim al-Qudsi de septembre 1950 à mars 1951.[réf. nécessaire]

### Franc-maçonnerie
Il a été initié dans la loge Kayssoun de Damas sous juridiction de la Grande Loge de France. 33e du Rite écossais ancien et accepté, il devient en 1939 grand maitre adjoint de la Grande Loge syrienne.

## Publications
Dans ses dernières années, Hasan al-Hakim écrit un certain nombre de livres précieux, qui sont une pierre angulaire de la Bibliothèque d'histoire syrienne contemporaine. Parmi ces livres figurent :  
- (ar) حسن الحكيم, مذكراتي صفحات من تاريخ سورية الحديث 1920-1958, دار الكتاب للطباعة والنشر والتوزيع,‎ 1965 (lire en ligne)
- Documents historiques liés à la question syrienne dans les pays arabes d'Al-Faisaly et sous le mandat français (Beyrouth 1974)[18]
- Mes expériences de gouvernance (Damas 1978).
- (ar) Ḥasan Ḥakīm, عبد الرحمن الشهبندر : حياته وجهاده [« Une page de la vie de Shahbandar »], الدار المتحدة،,‎ 1985 (lire en ligne).

Al-Hakim, le petit-fils,  travaille avec l'historien syrien Sami Al-Mobayedh pour collecter les lettres échangées entre son grand-père et Abdul-Rahman Al-Shahbandar, qui ont été publiées dans un livre intitulé les Lettres perdues (Damas 2015).